# NGC 236
NGC 236 là một thiên hà xoắn ốc nằm trong chòm sao Song Ngư. Nó được phát hiện vào ngày 3 tháng 8 năm 1864 bởi Albert Marth.